# Patocracia
Patocracia (do grego πάθος, paixão, excesso, catástrofe, passagem, passividade, sofrimento, assujeitamento), é um termo cunhado pelo psiquiatra polonês Andrzej Łobaczewski, que estudou como os psicopatas influenciam no avanço da injustiça social e sobre como abrem caminho para o poder. Andrzej Łobaczewski também nomeou a ponerologia, o estudo interdisciplinar das causas de períodos de injustiça social, onde o psicopata é um fator chave. Essa disciplina faz uso de dados da psicologia, sociologia, filosofia e história para abordar fenômenos como guerras agressivas, limpeza étnica, democídio, genocídio e terrorismo.

## Características
- extrema desigualdade entre os mais ricos e os mais pobres.
- meios de comunicação controlados, dominados pela propaganda.
- corrupção generalizada.
- supressão do individualismo e criatividade.
- empobrecimento dos valores artísticos.
- empobrecimento dos valores morais, uma estrutura social baseada no auto-interesse, ao invés de altruísmo.
- ideologia fanática; muitas vezes uma forma corrompida de uma ideologia válida viável que é pervertida em uma forma patológica, tendo pouca semelhança com a substância do original.
- intolerância e suspeita de qualquer um que é diferente, ou que não concorda com o estado.
- controle centralizado.
- atividades secretas dentro do governo, e vigilância da população em geral. (Em contraste, uma sociedade saudável teria processos governamentais transparentes e respeito à privacidade do cidadão individual).
- governo paranoico.
- legislação excessiva, arbitrária, injusta e inflexível; o poder de decisão é reduzido / removido da vida dos cidadãos comuns.
- uma atitude de hipocrisia e de desprezo demonstrado pelas ações da classe dominante para com os ideais que afirmam seguir, e para com os cidadãos que dizem representar.
- utilização endêmica de raciocínio psicológico corrompido como paramoralismos, pensamentos deturpados e linguagem evasiva e ambígua.
- governo pela força ou medo da força
- as pessoas são consideradas como um "recurso" a ser explorado (daí o termo "recursos humanos"), e não como indivíduos com valor humano intrínseco.
- vida espiritual é restrita a inflexível e esquemas de doutrinação. Qualquer pessoa que tentar ir além desses limites é considerada herege ou insana, e, portanto, perigosa.
- divisões arbitrárias da população (classe, etnia, credo) são inflamadas em conflito umas com as outras.
- supressão da liberdade de expressão — debate público, manifestação, protesto.
- violação dos direitos humanos básicos, como por exemplo: restrição ou negação das necessidades básicas da vida, como comida, água, abrigo; detenção sem acusação; tortura e abuso; trabalho escravo.[2]